# Sorubim cuspicaudus
Sorubim cuspicaudus és una espècie de peix de la família dels pimelòdids i de l'ordre dels siluriformes.

## Morfologia
- Els mascles poden assolir 80 cm de longitud total.
- Nombre de vèrtebres: 50-54.[4][5]

## Hàbitat
És un peix d'aigua dolça i de clima tropical.

## Distribució geogràfica
Es troba a Sud-amèrica: conques dels rius Magdalena i Sinu, i del llac Maracaibo.